# Sollentuna kommun
59°26′N 17°57′Ø / 59.433°N 17.950°Ø
Sollentuna kommune ligger i det svenske län Stockholms län i Uppland. Kommunens administrationscenter ligger i Tureberg, som er den centrale del af kommunen og en del af hovedstadsregionen Storstockholm.  
Kommunen grænser (med uret fra syd) til Sundbybergs, Stockholms, Järfälla, Upplands Väsby, Täby, Danderyds og Solna kommuner.